# 12 Play
《12 Play》는 R&B 가수 R. 켈리의 첫 번째 솔로 음반이다. R. 켈리는 1993년 가을에 이 음반을 냈다. R&B 음반업계와 팬들로부터 R&B 음악의 고전 명작이라고 인정받고 있다. 알 켈리가 그의 밴드 퍼블릭 어나운스먼트(Public Announcement)를 막 떠나 발표한 첫 번째 음반이었는데, 이 음반은 R&B 계에서의 그의 위치를 확고히 해주었다. 이 음반은 남녀간의 사랑에 대한 찬가인〈Bump n' Grind〉(미국 차트 1위), 〈Your Body's Calling〉(미국 차트 13위) 등을 수록하고 있다. 노골적인 가사를 담고 있는〈Sex Me, Pts. 1 & 2〉(미국 차트 20위) 도 이 음반에 들어 있는 곡 중 하나이다.
이 앨범은 알 켈리의 “12 Play” 제하의 TP 4부작 중 하나이다. 4부작은《TP-2.com 》(2000년) 《TP-3: Reloaded 》(2005년), 《12 Play: Fourth Quarter》(2008년) 등으로 구성된다.

## 수록곡
1. 〈Your Body's Callin'〉 *  (R. 켈리)
2. 〈Bump N' Grind〉  (R. 켈리)
3. 〈Homie Lover Friend〉*  (R. 켈리)
4. 〈It Seems Like You're Ready〉  (R. 켈리)
5. 〈Freak Dat Body〉  (R. 켈리)
6. 〈I Like The Crotch On You〉  (R. 켈리)
7. 〈Summer Bunnies〉*  (R. Kelly, R. Calhoun)
8. 〈For You〉  (R. 켈리)
9. 〈Back To the Hood Of Things〉  (R. 켈리, 닥터 드레, 스눕 독)
10. 〈Sadie〉  (J. Jefferson, B. Hawes, C. Simmons)
11. 〈Sex Me, Pts. 1 & 2〉  (R. 켈리)
12. 〈12 Play.〉*  (R. 켈리)

### Sex Me
〈Sex Me〉는 R. 켈리의 솔로 데뷔 앨범 12 Play 중 첫 싱글이다. 미국 빌보드 핫 100 차트 20위까지 올랐다.

### Bump n' Grind
〈Bump n' Grind〉는 미국 빌보드 핫 100 차트 1위를 기록하였는데, 이것은 에이스 오브 베이스의 〈더 사인〉을 누른 것이었다. 또한 〈Bump n' Grind〉는 핫 R&B(Hot R&B Songs) 차트에서는 12주간 1위를 기록하였다. 당시 사상 최장 기록이었다. 영국 차트에서는 8위를 기록하였다.
〈Bump n' Grind〉는 영화 《위드다웃 어 패들》 (2004년), 《더 웩크니스》 (2008년)에 삽입되었다. 게임 《그랜드 테프트 오토 IV》에는, 게임 상의 R&B 라디오 방송국인 바이브 98.8 방송국이 선곡하는 식으로 삽입되었다.

### Your Body's Callin'
〈Your Body's Callin'〉은 〈Bump n' Grind〉다음으로 발매된 싱글이었다.

## 크레디트
- 모든 곡은 R. 켈리에 의해 작곡, 편곡, 프로듀싱되었다.
- 추가적인 프로덕션은 티미 앨런(Timmy Allen)이 하였다: 〈Your Body's Calling〉,〈Homie Lover Friend〉, 〈Summer Bunnies〉 〈12 Play〉
- Executive Producer: 배리 행커슨